# Флок, Жанин
Жани́н Флок (нем. Janine Flock; род. 25 июля 1989, Халль-ин-Тироль, Тироль) — австрийская скелетонистка, трёхкратный призёр чемпионатов мира, четырёхкратная чемпионка Европы (2014, 2016, 2019, 2025), трёхкратная обладательница Кубка мира (2014/15, 2020/21, 2024/25).

## Спортивная карьера
В сборной Австрии в с 2006 года. Участвовала в зимних Олимпийских играх 2014 года в Сочи, где заняла 9-е место. На Олимпийских играх 2018 года лидировала перед последним заездом, однако 10-е время в финальном заезде отбросило Флок на четвёртое итоговое место, она проиграла всего 0,02 сек в борьбе за бронзу Лоре Диз.
На чемпионате мира 2016 года Жанин Флок завоевала две медали: бронзовую в соревнованиях смешанных команд и серебряную среди женщин.
В Кубке мира Жанин Флок дебютировала в сезоне 2010/2011. У неё в активе 6 побед на этапах Кубка и 1-е место в общем зачёте в сезоне 2014/15 и 2020/21.